# Armoiries de Lyon
Les armoiries de la ville de Lyon, ancienne capitale des Gaules, reflètent l'histoire riche de la ville à travers les différentes périodes qu'elle a traversées et le pouvoir qui exerçait son autorité sur la ville. Le blason de la ville n'a été établi sous sa forme actuelle que depuis 1859 qui reprend la forme qu'elles avaient à la fin de l'Ancien Régime après avoir connu plusieurs changements.
Ce blason se lit : « De gueules au lion d'argent, au chef d'azur chargé de trois fleurs de lys d'or ».

## Histoire des armoiries de Lyon

### Aux temps pré-héraldiques
La naissance héraldique et la formation des premiers blasons comme marque distinctive des individus (nobles ou pas) et d'organisations comme des villes ou des corporations ne date que du XIIe siècle, mais on trouverait cependant des traces d'une symbolique de la ville blasonnée De gueules au chef de Bourgogne, c'est-à-dire rouge avec en bandeau en haut de l'écu les couleurs du royaume de Bourgogne qui est bandé d'or et d'azur à partir du Ve siècle. À cette époque en effet, Lyon fait partie du royaume de Bourgogne né de la chute de l'Empire romain d'Occident et qui fait partie des trois grands royaumes francs avec l'Austrasie et la Neustrie où règnent les rois mérovingiens.
On retrouve dans ce blason original le champ de gueule (le fond rouge) qui sera le support de tous les blasons qui vont suivre.

### Les comtes de Lyon

Blason des comtes de Lyon

Au Xe siècle, les comtes de Lyon sont les seigneurs suzerains de la ville de Lyon qui appartient à l'époque au Royaume d'Arles puis au Saint-Empire romain germanique à partir de 1058. Ces comtes de Lyon prennent pour blason De gueules au lion d'argent. Le nom de la ville de Lyon n'a aucun lien avec le lion, puisqu'il vient de son nom latin Lugdunum dont la racine Lug- peut aussi bien être rattaché au dieu gaulois Lug, au latin Lux (la lumière) qu'au gaulois Lugos (le corbeau) est associé à dunum qui signifie la colline. Mais le rapprochement linguistique qui s'est opéré à cette époque entre l'animal et le nom de la ville a pu inspirer ces armes parlantes, c'est-à-dire dont le contenu donne un peu en rébus le nom de la ville qu'elles désignent. Au XIIe siècle, l'archevêque de Lyon récupère le titre de comte et exerce un pouvoir temporel et spirituel sur la ville.
À cette époque la ville porte le blason des comtes de Lyon.

### Le rattachement à la France

Blason de la ville de Lyon en 1320

Les relations entre les bourgeois et l'archevêque de Lyon sont tendues au début du XIVe siècle au sujet des libertés communales. Le roi Philippe IV de France, intéressé par cette ville à la frontière de son royaume va arbitrer les conflits et finalement annexer la ville de facto et le faire confirmer au concile de Vienne en 1312. En 1320, il accorde une charte communale à la ville qui sera gouvernée par 12 consuls et en symbole de sa protection, octroyer à la ville un chef de France à ses armes. Ce chef est dit cousu sur le blason pour éviter de déroger à la règle de l'enquerre qui exige que sur un blason, on ne puisse pas poser un élément d'émail sur un autre émail (ici azur sur gueules).
Le chef de France qui est une bande d'azur fleurdelysée est un privilège que le roi de France accorde aux « bonnes villes de France » qui lui ont été fidèles au Moyen Âge avant d'être diffusé massivement dans les armes des communes de France à la fin de l'Ancien Régime. Ces villes avaient le privilège de se faire représenter au sacre du roi. Cet ajout correspond aux armes de France.

Blason de la ville de Lyon en 1376

Aussi le blason suit l'évolution des armes royales de France, qui à l'origine se trouvent être D'azur semé de fleurs de lys, c'est-à-dire bleu avec un nombre important de fleurs de lys comme semées sur l'écu. Le chef de France accordé en 1320 est donc également un semé de fleurs de lys. Mais en 1376, le roi Charles V simplifia ses armes et réduisit le semis de fleurs de lys à seulement trois lys. Les armes de Lyon virent donc également leur chef simplifié en D'azur à trois fleurs de lys d'or. Les armes ainsi modifiées sont les armes actuelles de la ville de Lyon et celles qu'elle a porté le plus longtemps dans son histoire.
On aura donc des armes de Lyon blasonnées De gueules au lion d'argent au chef d'azur semé de fleurs de lys qui est de France puis après 1376 De gueules au lion d'argent au chef d'azur chargé de trois fleurs de lys d'or qui est de France.

### Révolution et Empire
La Révolution française qui éclate en 1789 va faire disparaitre les blasons qui apparaissent comme un symbole de l'Ancien régime qui vient d'être renversé. Il n'y a donc aucun blason de Lyon pendant la première République. Les représentants de la ville vont utiliser un sceau comportant seulement une déesse de la Liberté. En 1793 à la suite du soulèvement de la ville, « Lyon n'est plus ».
Le Premier Empire rétablit la ville et lui rend ses armoiries comme à toutes les autres villes de France par décret en 1809 en changeant juste les fleurs de lys du chef par trois abeilles posées de face. Les abeilles sont le symbole de l'Empire et vont massivement remplacer les fleurs de lys comme symbole de la France dans les différents ornements héraldiques. 
Les armes de Lyon se blasonnent alors : « De gueules au lion d'argent au chef des bonnes villes de l'Empire (de gueules à trois abeilles d'or). »

### Restauration et Monarchie de Juillet

Blason de la ville de Lyon de 1819 à 1830.

La Restauration en 1815 va de nouveau changer les armoiries de France et Louis XVIII va permettre aux villes de reprendre les armes qu'elles portaient avant la Révolution. On assistera donc à un retour des fleurs de lys sur le chef du blason.
Par ailleurs le roi augmenta par lettres-patentes du 27 février 1819 les armoiries de la ville d'une épée dans la patte du lion pour rappeler le siège subi par Lyon pour la cause royale en 1793 et en reconnaissance de la combativité de la cité dans la lutte armée contre la Révolution :
« À ces causes [...], nous avons, par ces présentes signées de notre main, autorisé et autorisons notre bonne ville de Lyon à porter les armoiries ci-dessus énoncées, telles qu'elles sont coloriées et figurées aux présentes, et qui seront dorénavant: De gueules à un lion d'argent tenant dans sa patte dextre une épée haute du même, et un chef d'azur à trois fleurs de lis d'or » 

Blason de la ville de Lyon en 1831.

À la suite des Trois Glorieuses en juillet 1830, la monarchie de Juillet s'installe et renonce aux armes royales traditionnelles d'azur à trois fleurs de lys d'or en 1831 pour symboliser l'adhésion de la monarchie au parlementarisme. Par souci de neutralité, les fleurs de lys des chefs de France des armes des villes de France, trop marqués par leur symbolique monarchique sont remplacés par des étoiles d'or.

### De 1848 à nos jours

Blason de la ville de Lyon en 1848.

La seconde République ne s'occupe pas des armoiries. Sous le second empire, le garde des sceaux demande en 1859 au sénateur Vaïsse de reprendre les armes portant uniquement le lion et les lys, mais cette modification n'est adoptée par le conseil municipal qu'au début du XXe siècle. Entre-temps, sous la Troisième République, de nombreux blasons fantaisistes fleurissent, ajoutant des éléments ou changeant la position du lion.
La ville de Lyon porte donc au début du XXIe siècle le blason qu'elle a porté pendant six siècles : « De gueules au lion rampant armé, lampassé d'argent au chef d'azur chargé de trois fleurs de lys d'or. »

## Ornements

Blason et devise de la ville de Lyon.

Une représentation rare des grandes armes de la ville de Lyon avec deux anges en tenants, vêtus de tabars aux couleurs de la ville.

Les ornements ne font pas partie à proprement parler du blason et ne sont donc pas décrits avec le blasonnements, même si avec le temps, ils ont été codifiés. Ils se situent autour de l'écu.
- La couronne murale : la couronne murale symbolise les fortifications des anciennes villes mais leur ajout sur l'écu ne date généralement que de l'Empire. L'empereur des Français Napoléon Ier accorde à la ville une couronne murale aux sept créneaux d'or, symbole des villes fortifiées de l'Antiquité[2].

- Le cri de guerre : le cri est représenté traditionnellement sur un listel (un ruban) au-dessus de l'écu. « Il servait autrefois de signal, soit pour livrer le combat ou se reconnaître dans la mêlée, soit pour rallier les troupes et ranimer leur courage »[8]. Par exemple Montjoie-Saint-Denis sera celui des rois de France, comme Notre Dame Guesclin celui du connétable Du Guesclin. Le cri de guerre de la ville de Lyon (en francoprovençal) attesté depuis 1273 est : « Avant, Avant, Lion le melhor! ». Ce cri est cependant régulièrement confondu avec la devise et est fréquemment associé au blason de la ville dans les représentations sur un listel en dessous de l'écu.

- La devise : la devise est représentée traditionnellement en héraldique comme écrite sur un listel en dessous de l'écu. La devise de la ville de Lyon est traditionnellement : « Virtute duce, comite fortuna » (« Avec la chance pour compagne et le courage pour guide », paroles de Cicéron à Lucius Munatius Plancus, le fondateur de Lyon). On trouve cependant aussi d'autres devises comme Fortitudine ac (ou et) prudentia (De la force et de la prudence).

- Les tenants ou soutiens : les tenants sont les animaux ou les personnages (souvent mythologique) qui soutiennent le blason. Dans les représentations anciennes, l'écu de Lyon est le plus souvent représenté seul. Il est parfois arrivé d'ajouter deux anges ou génies, mais il n'y a aucun usage constant en la matière[7].

- Les décorations : la ville de Lyon a reçu au cours du XXe siècle plusieurs décorations qu'elle peut porter dans ses armes. La ville s'est vu décerner la croix de chevalier de la Légion d'honneur par décret du 26 novembre avec la croix de Guerre et la médaille de la Résistance avec rosette par décret du 26 novembre 1946[9].

## L'origine du lion des armoiries de Lyon
Le nom de Lyon n'a aucun rapport avec l'animal, mais provient du nom latin de la ville Lugdunum, qui a été progressivement réduit en Lyduum[réf. nécessaire] puis Lyon. Cette homonymie, fruit du hasard, a influencé le choix du lion comme symbole de la ville et la formation d'armes parlantes. Mais cette ressemblance n'est pas la seule origine du lion à Lyon car il est utilisé comme emblème par la cité dès l'Antiquité. Il est possible qu'il ait été adopté en l'honneur de Marc-Antoine qui l'avait adopté en symbole. Marc-Antoine avait séjourné en Gaule avec Jules César dont il avait été le trésorier de son armée pendant la guerre des Gaules, et la Gaule celtique lui était revenue lors du partage de l'Empire par le second triumvirat constitué avec Lépide et Octave. Il aurait été l'un des bienfaiteurs de la ville qui avait été fondée peu de temps auparavant. Les ateliers de monnaie de Lugdunum qui avaient le droit de frapper de la monnaie émirent dès -43 un quinaire du triumvir Marc-Antoine avec une tête de la Victoire tournée à droite et au revers un lion passant et les inscriptions LUGUDUNI A XL (Lyon, 40e année) pour son quarantième anniversaire.
Au même titre que la louve pour Rome ou le crocodile de Nîmes, il semblerait donc que le lion ait été associé à Lyon dès l'Antiquité. Il a servi également de symbole aux bourgeois lyonnais dans leur lutte contre le pouvoir de l'archevêque.
En raison de la présence d'un lion dans ses armoiries, la ville se vit d'ailleurs offrir le 10 juillet 1584 un vrai lion par François de Mandelot, gouverneur du Lyonnais. Le consulat remercia le donateur mais refusa le don, par manque d'argent pour entretenir une telle bête au milieu des guerres de Religion.

## Armoiries de la ville en tant que municipalité
L'historique présente ici les différents blasons utilisés traditionnellement pour décrire la ville de Lyon dans la mesure où celui du suzerain — le comte de Lyon — se confond avec celui de la ville. Rigoureusement, ce n'est qu'à partir de 1320, quand l'archevêque Pierre IV de Savoie accorde une charte qui instaure le consulat, que la ville possède en propre des armes en tant que municipalité, qui sont celles des comtes de Lyon, auxquels le consulat succède en tant que pouvoir temporel.
Au début du XVe siècle, la présence du lion dans les armes de la ville fut l'objet d'un procès. L'archevêque de Lyon, Amédée II de Talaru, qui était à l'époque en froid avec les échevins de la ville, décida de faire ôter le lion des armoiries de la ville, la privant de son plus noble élément, en arguant que ce lion avait été donné par les archevêques-comtes de Lyon depuis le blason des comtes de Lyon et donc qu'il était en droit, en tant qu'archevêque de Lyon, de le retirer.
« Et de faict, il [L'archevêque] fit enlever un escusson des armoiries de la ville, gravé en  pierre, que les eschevins avoient faict poser sur la porte de S. Marcel, au pied de la coste de S. Sebastien, disant arrogamment qu'il ne leur appartenoit pas d'avoir armoiries. Mais les eschevins qui ne le redoutoient pas beaucoup, parce qu'ils se sentoient supportés par le roy et par Monsieur le dauphin, pour la ferme loyauté qu'ils leur avoient tousjours conservée parmy les troubles de la France, luy respondirent hardiment que leurs armoiries estoient plus anciennes que les archevesques, et qu'ils les avoient portées en leurs bannieres et enseignes du temps des Romains et avant qu'il y eust aucun archevesque à Lyon. Et cependant se pourveurent au roy et obtindrent lettres de S. M. [Sa Majesté], par lesquelles estoit deffendu de rien attenter contre leurs armoiries et commandé de faire redresser celles qui avaient esté abattues ; et parce que maistre Jean le Viste, lieutenant du baillis de Mascon, qui portoit la cause de l'archevesque, fit refus d'executer leurs lettres, ils se porterent pour appellans de luy, du desny de justice, et releverent leur appel en la court de parlement qui lors se tenoit à Poictiers, parce que Paris estoit occupé par les Anglois. Par arrest de laquelle tout fut reparé, et les lettres du roy mises à deuë errectition. »
L'archevêque eut donc la volonté de faire modifier les armes de la ville sur lesquelles il pensait avoir des droits, mais les échevins firent appel au roi Charles VI qui leur donna raison et portèrent l'affaire devant le parlement quand l'archevêque refusa d'exécuter l'ordre royal. Par cette décision, les autorités confirment la pleine propriété de la municipalité sur les armoiries de la ville.

## La queue du lion de Lyon
En représentation moderne, le lion héraldique a le bouquet de la queue tourné vers son dos, à l'opposé du « léopard », qui l'a tourné vers l’extérieur. Cette différence n'est considérée comme significative que par quelques auteurs, qui vont jusqu'à blasonner le lion « à la queue léopardée » (ou « contournée »), quand celle-ci est — comme c'est le cas pour les armes de Lyon — terminée courbée vers l'extérieur. La position du bouquet était plutôt tournée vers l'extérieur aussi bien pour le lion que pour le léopard avant le XVIIIe siècle (Voir les illustrations de Bara).

## Blasons dérivés de celui de Lyon

### Blason du chapitre de la Primatiale Saint-Jean

Blason du chapitre de la Primatiale Saint-Jean

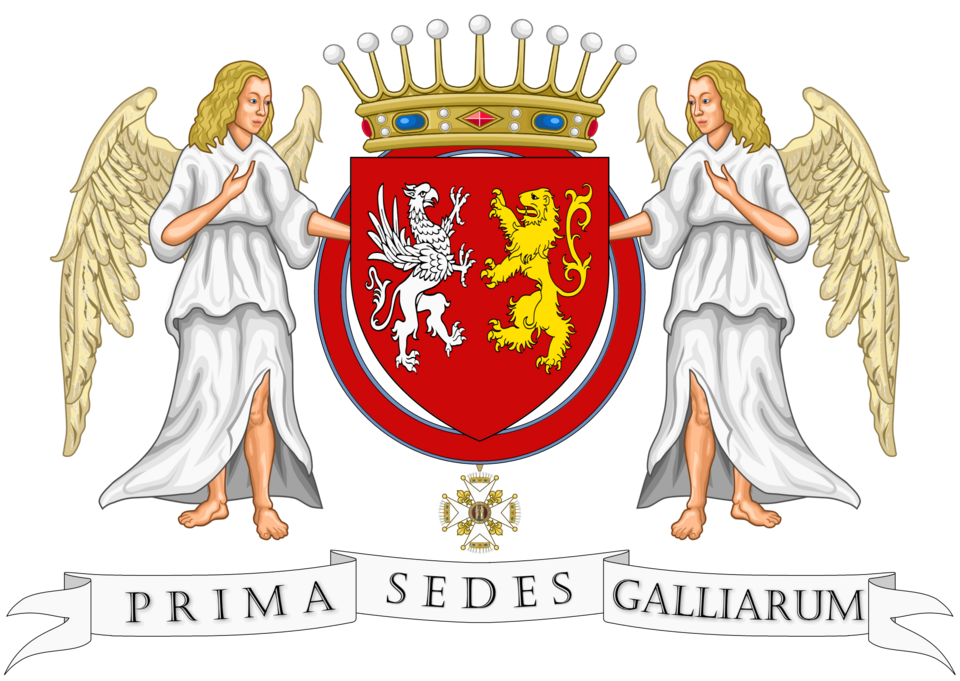
Variante des armes du chapitre primatial de Lyon : de gueules à un griffon d'argent et un lion d'or, affrontés; l'écu entouré du collier des comtes de Lyon, timbré d'une couronne de comte, deux anges pour tenants.

Le chapitre de la primatiale Saint-Jean porte un écu de gueules à un griffon d'argent et un lion d'or affrontés. 
Variante : avec un lion d'or couronné de la couronne des comtes de Lyon comme marque de la double juridiction temporelle et spirituelle du chapitre et de l'archevêque sur la ville de Lyon. Le griffon est le symbole plus ancien du chapitre. Mi-aigle, mi-lion, il est le mélange du symbole du Saint-Empire auquel Lyon était rattaché jusqu'en 1312 et de celui des comtes du Forez dont la première maison fut aussi comte de Lyon.

### Blason du chapitre de Saint-Just
Le chapitre de la basilique Saint-Just qui avait juridiction sur les quartiers de Saint-Irénée et de Saint-Just qui se trouvaient alors hors les murs de la cité et de quelques villages aux alentours avaient également repris le blason des comtes de Lyon avec une bordure chargée de besants.

### Blason du Franc-Lyonnais

Blason du Franc-Lyonnais

Le Franc-Lyonnais est un territoire sur la rive gauche de la Saône ayant appartenu aux archevêques de Lyon qui faisait office de zone franche entre le Royaume de France et le duché de Savoie dans le Saint-Empire.

## Philatélie
L'écu de Lyon illustre un timbre-poste de 70 centimes (Armoiries de villes, 3e série 1958).